# Puss Gets the Boot
Puss Gets the Boot este primul desen animat din seria Tom și Jerry, deși nu a fost luat ca atare în desenele animate. A fost lansat pe 10 februarie 1940 de Metro-Goldwyn Mayer. Acesta a fost produs de Rudolf Ising (care nu a avut practic nimic de-a face cu întreaga producție) și regizat de William Hanna și Joseph Barbera, prima lor colaborare, care a durat mai mult de o jumătate de secol, cu supravegherea muzicală a lui Scott Bradley. Desenul animat a fost desenat de Carl Urbano, Tony Pabian, Jack Zander, Peter Burness și Bob Allen.
Acesta a fost categorisit ca "o producție Rudolf Ising." În acest episod au apărut pentru prima oară personajele Tom și Jerry, care o să apară în peste 110 episoade, dintre care șapte au câștigat Premiul Oscar pentru cel mai bun desen animat. Ca atare, "Motanul e pus pe liber" a dat duo-ului animat prima lor nominalizare la Oscar, deși a pierdut in fața altui desen "Rudolf Ising MGM", desenul "Calea Lactee". În episod, numele pisicii este Jasper, iar șoarecele nu este numit, dar este cunoscut sub numele neoficial Jinx.
De peste 9 minute, "Motanul e pus pe liber" este cel mai lung episod "Tom și Jerry" creat vreodată. Este unul dintre cele trei episoade "Tom și Jerry" în care titlul este un joc de cuvinte cum ar fi "Pisicuța", un alt desen "Tom și Jerry"  sau "Pe vapor" creat de Chuck Jones.

## Acțiune
Camera prezintă un șoarece (numit Jinx) în încercarea de a fugi, apoi este dezvăluit un motan, superior (numit Jasper) ținându-l de coadă pe Jinx, astfel încât el nu se poate mișca. Pisica îl trage înapoi de coadă pe Jinx, deschide gura, și îl eliberează, astfel încât el va alerga în gura lui Jasper. Jinx își dă seama de capcana și frânează la timp, după care aleargă la gaura lui de șoarece, dar Jasper îl prinde cu coada.
Jasper aruncă șoarecele în aer, care aterizează pe coada pisicii, apoi aleargă în jos pe corpul pisicii până când trebuie să se oprească din nou chiar în fața gurii pisicii. Jinx aleargă spre ușă, iar Jasper merge nevinovat în spatele lui, sare în fața ușii și deschide gura. Jinx intră în capcana, dar își da seama de asta și iese imediat din gura motanului.
Jasper începe o urmărire și îi vine apoi o idee mai bună: o ia pe scurtătură ca să iasă în fața șoarecelui și stabilește rapid o capcana. Își înmoaie degetul în cerneala și desenează o gaura de șoarece, iar deasupra ei pună o plăcuță pe care scrie "Casă, dulce casă". Jinx se oprește pentru a intra în "gaură" și se lovește de perete până leșină. Jasper îl trezește cu niște stropi de apă.
Jinx se ridică în picioare și își dă seama ca este ceva lângă el. El se simte capul pisicii și apucă o pleoapa. Brusc, Jasper deschide ochiul, iar Jinx rămâne agățat de pleoapă. El se uită în fața pisicii și își dă seama cine este, după care îi bagă degetele în ochi. Jasper țipă de durere și îl urmărește pe șoricel, dar sparge o vaza.
Proprietara lui, Mami DoiPantofi, o femeie neagră, ajunge repede și îl dojenește pe Jasper: "Jasper! Jasper! Pisica bună de nimic!" 
Jasper încearcă să plece în vârful picioarelor, dar Mami pune matura pe el și îi zice: "Îmi vine să-ți pun pielea pe băț! Uite ce mizerie ai făcut!"
Jasper trage mătura de pe fața lui, el vede mizeria, iar cameristă îi spune: "Dacă se mai întâmplă o singură dată, Jasper, te dau afară. A-F-A-R-Ă! Ai înțeles? Acum dispari de aici"
Aceasta îl împinge cu mătura, iar el, speriat, se grăbește să plece, dar lovește o masă pe care se afla o alta vază. Acesta sare și prinde vasul, în timp ce șoarecele râde de el din vârful unui sfeșnic. Jasper se târăște pe podea, iar Jinx iese din sfeșnic și Jasper sare pe masă după el. Înainte ca pisica sa-l poate prinde, șoarecele ia un pahar și amenință ca îl v-a arunca pe jos, spărgându-l.
Jasper se retrage pentru a nu-l înfuria pe Jinx și o aude pe Mami certându-l. Acesta se îndreaptă spre capătul celălalt al mesei. Șoarecele dă din cap de încântare, dar în curând îl vede pe Jasper alergând după el și îl amenință din nou că va arunca paharul. De data aceasta, Jinx adaugă și o batjocură: îl lovește pe motan cu paharul, care se ascunde din nou de frica.
Șoarecele decide să încerce o metodă diferită, aruncă paharul și fluieră la Jasper care se grăbește să prindă paharul. Jinx fluieră din nou, și aruncă un alt pahar, tava, și alte patru pahare. Jasper este în sfârșit lovit în cap cu o placă decorată cu flori aruncată de șoarece. Jasper îl vede pe Jinx cum îl necăjește cu un ultim pahar și se lovește în cap cu placa cu flori.
Atunci îi vine o idee: ia pernele de pe canapea și le pune pe jos ca paharul sa nu se poată sparge. După acea se suie pe masa și face pe nevinovatul, iar Jerry îl amenință ca aruncă paharul. Văzând că motanul nu se sperie îi flutura coada în față și aruncă paharul. Așteaptă sa audă cum se sparge paharul, dar nu se aude nimic și se uită în jos văzând că paharul a căzut pe perne. Înainte să poată fugi, Jasper îl prinde de coadă, iar Jinx spune o rugăciune:

"Acum mă duc la odihnă."

"Mă rog Domnului să păstreze sufletul meu."

"Dacă eu ar trebui să mor înainte de a mă trezi,"

"Sper că sufletul meu va rămâne la el."

După acea spune "Amin", iar Jasper îi da drumul, după care îl prinde cu coada. Îl arunca în aer ți deschide gura, așteptând ca Jinx sa cada în gura lui. Șoarecele se prinde de o farfurie de pe un raft și rămâne acolo, dar farfuria cade în brațele lui Jasper.
Jasper este momentan uimit, dar necazurile abia au început, deoarece Jinx continuă să arunce farfuriile de pe raft. Jasper îl urmărește ca sa poată prinde farfuriile până ajunge la un colț cu un munte de farfurii în brațe. Jasper este în siguranță sau așa crede el, deoarece Jinx mai are o farfurie pe care o arunca la depărtare și se sparge.
Mami se aude cum vine furtunos de la etaj strigând: "Jasper! Jasper! Ești dat AFARĂ!"
Jinx nu este mulțumit și alunecă pe coada lui Jasper, face o baie în laptele motanului și îl stropește, după care se șterge cu coada motanului. Șoarecele o aude pe Mami venind și îi dă un șut lui Jasper. Acesta se cutremură și scapă toate farfuriile care se sparg. După asta Jinx fuge în gaura lui de șoarece.
Jasper este târât pe podea de Mami și aruncat afară din casă în timp ce îi spune: "Și când am spus afară , Jasper, înseamnă AFARĂ, A-F-A-R-Ă!" Triumfător Jinx îi scoate limba adversarului său și trage o plăcuță deasupra găuri sale pe care scrie "Casă, dulce casă" și pe care o folosise Jasper la o capcana. Jinx dă din cap și intră în gaura sa mărșăluind.

## Critici
Deși "Motanul e pus pe liber" a fost popular la lansarea sa inițială, Hanna și Barbera nu au dorit sa facă mai multe episoade. MGM a văzut "Motanul e pus pe liber" și i-au îndemnat pe Hanna și pe Barbera sa creeze mai multe episoade cu șoarecele și pisica. Nefiind în totalitate mulțumiți de noua lor producție, Hanna și Barbera au decis sa înceapă un nou episod cu șoarecele și pisica, aceștia având nume noi. 
Un concurs la nivel de studio a avut loc pentru a boteza șoarecele și pisica, combinația câștigătoare fiind Tom și Jerry propusă de John Carr. Totuși, în ciuda noilor nume, Hanna și Barbera au fost împiedicați de a face un alt episod "Tom și Jerry". MGM și capul departamentului, Fred Quimby, au considerat ca Tom și Jerry nu ar putea aduce nimic nou.
Besa Short, un manager al lanțului de teatru Loew's din Dallas, Texas, a trimis o scrisoare către MGM întrebând dacă s-ar putea face noi episoade cu Tom și Jerry, deoarece "Motanul e pus pe liber" i-a încântat foarte mult. În același timp, desenul animat a fost nominalizat la Oscar, ceea ce a consolidat ideea lui Hanna-Barbera de a crea un nou episod. Hanna și Barbera au primit permisiunea de a face alte episoade, iar în 1941 au creat "Gustarea de la miezul nopții" și "Noaptea de Ajun", care a fost nominalizat la Oscar.

## Personaje
- Jasper
- Jinx
- Mami DoiPantofi